# Borore
Borore est une commune italienne de la province de Nuoro, dans la région Sardaigne.

## Administration
| Période                                  | Période | Identité | Étiquette | Qualité |
| ---------------------------------------- | ------- | -------- | --------- | ------- |
|                                          |         |          |           |         |
| Les données manquantes sont à compléter. |         |          |           |         |

### Communes limitrophes
Aidomaggiore, Birori, Dualchi, Macomer, Norbello, Santu Lussurgiu, Scano di Montiferro.

### Évolution démographique
Habitants recensés